# Keselyűk
A keselyűk Eurázsia (például Horvátország), Afrika és Amerika viszonylag nagy testű, dögevő madarai. Az ausztráliai faunabirodalomba nem jutottak el.

## Rendszertani helyzetük, felosztásuk
A taxon vágómadár-alakúak (Accipitriformes) rendjén belül polifiletikus. A huszonhárom keselyűfajt két jól elkülönített, rendszertanilag nem egyenrangú csoportba sorolják:
- az újvilági keselyűfélék (pulykakeselyű-félék, Cathartidae, illetve Vulturidae) a rend egyik önálló családja;
- az óvilági keselyűformák (Aegypiinae) a vágómadárfélék családjának (Accipitridae) egyik alcsaládja

### Újvilági keselyűfélék
Az újvilági keselyűfélék (Cathartidae) csak az amerikai kontinenseken fordulnak elő, 5 nemükbe 7 fajt sorolnak. Rokonságuk vitatott, egyes genetikai vizsgálatok szerint nem a vágómadár-alakúak közé tartoznak, hanem a gólyaalakúakhoz.

## Óvilági keselyűformák
Az óvilági keselyűformák (Aegypiinae) a sasok, ölyvek és héják közelebbi rokonai. Kilenc nemet és 16 fajt sorolnak ide. Eurázsiában és Afrikában élnek.

## Megjelenésük
Eltérő származásuk dacára viszonylag hasonló külsejű és életmódú fajok tartoznak a csoportba. Testük általában 60-100 centiméter hosszú; szárnyuk nagy és széles. Fejük többnyire csupasz, tollatlan.

## Életmódjuk
Nappal aktívak, táplálékukat a levegőben körözve keresik. Röptük jellegzetes, szárnycsapások nélküli keringés. Éles szemükkel messziről meglátják az állattetemeket.
|  |  |

## Keselyűk a kultúrában
Az ókori Egyiptomban Mut és Nehbet istennőket gyakran ábrázolták keselyűként. Keselyűt ábrázolt több hieroglifa, például a többnyire az A hangnak megfelelő alef (saskeselyű), valamint a Mut anyaistennőt, illetve az anyát jelentő szó.k
| A |

| G14 |

## Érdekesség
- A bizonyítottan legmagasabban szálló madár egy karvalykeselyű volt, ami 11 277 méter magasan ütközött egy kereskedelmi repülőjárattal Elefántcsontpart közelében.[1]